# Giorgio Muggiani
Giorgio Muggiani  (Milán, 14 de abril de 1887-Lenno, 30 de junio de 1938) fue un ilustrador, diseñador gráfico, pintor y director deportivo italiano pionero de la ilustración publicitaria, caricaturista y árbitro de fútbol. Miembro fundador del equipo FC internazionale de Milan en Italia, descendiente de una poderosa familia de comerciantes milaneses a principios de siglo fue enviado por su familia a Suiza al colegio Instutit aut dem Rosenberg de St. Gallen, donde recibiría capacitación para futuras responsabilidades. Es en Suiza donde surge la chispa por el fútbol que lo acompañaría toda su vida, En 1904 el equipo local de San Gallo del cual Muggiani se había hecho fanático, ganó el campeonato serie A de suiza el evento aumento aún más el entusiasmo del joven estudiante por este juego. 
A su regreso a Italia, Muggiani se convirtió en miembro del Milan Foot-Ball and Cricket Club y se convirtió en secretario del equipo, pero debido a desacuerdos con el entonces presidente Giannino Camperio, decidió encontrar, en la noche del 9 de marzo de 1908, en una habitación el Ristorante Orologio, junto con otros 43 miembros disidentes (44 en total), el Milan International Football Club, del que también diseñó el logotipo de la empresa (eligiendo, aunque indirectamente, el color de las camisetas); Muggiani mismo elaboró el informe de la fundación, que estabilizó su nombramiento como secretario del nuevo equipo. La tradición dice que Muggiani, al hacer el emblema del club, eligió los colores Nerazzurri porque en esos días eran los únicos disponibles en la paleta. En realidad, la elección del negro y el azul, como lo atestiguó años después el hijo del fundador, fue dictada por el deseo expreso de oponerse simbólicamente al rojo, el otro color que se destacó junto al AC Milan en negro: de hecho en la época en que no se podían tener marcadores, se utilizaron lápices de dos colores, rojo por un lado y azul por el otro. El emblema, inspirado en el de los clubes ingleses, llevaba las letras F, C, I, M superpuestas en blanco sobre un fondo que consistía en un círculo dorado rodeado por un círculo negro, que a su vez estaba rodeado por un círculo azul. 
En 1914, a pedido del joven publicista Benito Mussolini, diseñó el jefe del periódico Il Popolo d'Italia, un modelo gráfico al que la mayoría de los otros periódicos se adaptarían más tarde. 
El sentido de los negocios nunca se separó de la vena artística y creativa que lo convirtió en un extraordinario pionero del diseño de carteles y la ilustración publicitaria en Italia y un intérprete igualmente extraordinario y testigo del espíritu de su época. Las 'campañas' promocionales de Cinzano, Pirelli, Navigation Company, SNOM (el futuro AGIP ), La Rinascente, Martini ( 1921 ), Biscotti Lazzaroni ( 1928 ), Moto Guzzi ( 1917 ), Recoaro y Hair Coloring Tonic son Solo algunas de sus obras más famosas. 
Murió con apenas cincuenta y un años, de una enfermedad repentina, en Lenno, en el lago de Como, donde estaba de vacaciones con su familia durante el verano de 1938; el funeral tuvo lugar en la misma localidad de Lariana, con una gran participación de personas; desde entonces, Muggiani descansa en el cementerio local.
El 2 de noviembre de 2010 el nombre de Giorgio Muggiani obtuvo la inscripción al Famedio (templo de la fama) del Cementerio Monumental de Milán.

## Árbitro del Calcio
El presidente de la asociaron italiana de árbitros Giavanni Mauro, Por la actividad de arbitraje realizada por Giorgio Muggiani en la década de 1920 le otorgó el reconocimiento honorario de " Arbitro Digno " en 1928